# シュプリンゲ
シュプリンゲ (ドイツ語: Springe, ドイツ語発音: [ˈʃprɪŋə] ( 音声ファイル)) は、ドイツ連邦共和国ニーダーザクセン州ハノーファー広域連合に属す人口約3万人の市である。

## 地理

### 位置、水域
本市は、ダイスター南部の支脈とクライナー・ダイスターとの間の平坦な谷間の街道「ダイスタープフォルテ」沿いに位置している。ダイスタープフォルテからハラー川が湧出しており、このためシュプリンゲは中世には「ハラーシュプリング」と呼ばれていた。
ハラー川の2つの水源は、アム・シュピールブリンクのラハー・ベルクの海抜 123.2 m の地点にある。ここには水供給会社プレナの取水施設が開発されている。プレナは、E.ON アヴァコンの参加企業である。ハラー泉は、一部カルスト化した後期ジュラ紀のサンゴ由来のオーライトから湧き水を汲み上げている。汲み上げた水は弱アルカリ性で硬度が高い。この源泉はシュプリンゲの飲料水として用いられている。その取水量は年間約50万 m3 である。

### 市の構成
- シュプリンゲ（中核市区）13,207人
- ベンニグセン　4,048人
- フェルクゼン　3,345人
- シュタット・エルダグセン　3,358人
- ゲストルフ　1,801人
- アルテンハーゲン I　1,229人
- リューダーゼン　1,016人
- アルフェスローデ　509人
- アルフェルデ　523人
- ホルテンゼン　399人
- ミッテルローデ　289人
- ボイツム　165人

人口は2022年1月15日現在の数値である。

### 隣接する市町村
シュプリンゲは、北から時計回りに以下の市町村と境を接している。バルジングハウゼン、ヴェンニグセン (ダイスター)、ロネンベルク、ヘンミンゲン、パッテンゼン（以上、いずれもハノーファー広域連合）、ノルトシュテンメン、エールツェ（ともにヒルデスハイム郡）、ザルツヘンメンドルフ、コッペンブリュッゲ、バート・ミュンダー（以上、ハーメルン＝ピルモント郡）。

## 歴史
シュプリンゲは1013年に「Hallerspringe」として初めて文献に記録されている。日付が失われた断片として遺されているが、その書式と内容から10世紀後半に比定されるヒルデスハイム司教区の土地台帳では、シュプリンゲは「Helereisprig」と表記されている。ハラームント伯は、クライナー・ダイスターのハラームント城を1282年にヴェルフ家に奪われた後、現在のシュプリンゲに頑丈な、城塞のような館を築いた。伯家はこの新しい領主館から伯領を運営していた。おそらくこれによって新しい町としてシュプリンゲが成立した。伯家の拠点と町の防衛施設の建設により、この町は13世紀に都市権を獲得した。中世の間シュプリンゲは、ハラームント伯とその後継者であるケーフェルンブルク伯家傍流の本拠であった。その支配地域から後にアムト・シュプリンゲが成立し、幾度かの名称変更や拡張を経て1884年にシュプリンゲ郡が組織された。
10世紀末に現在のシュプリンゲに属す市区となっている村に関する最初の記述が登場し、1300年までにすべての村や町が文献に記録されている。

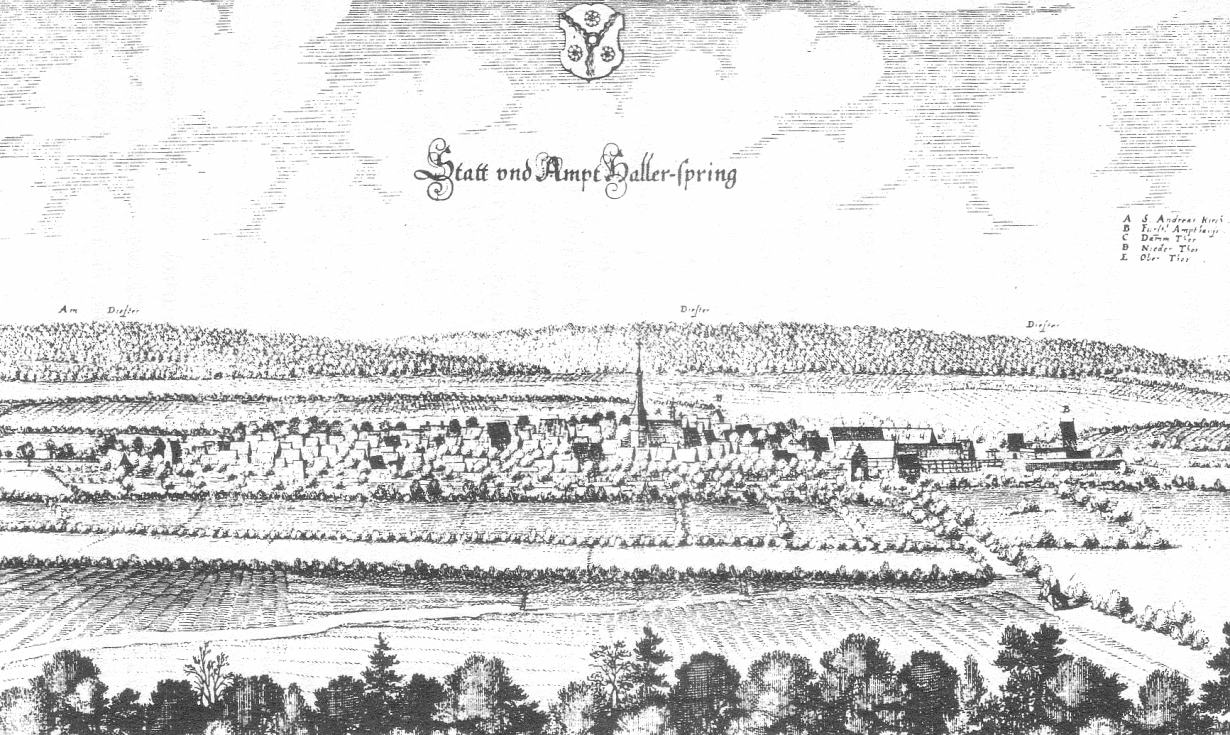
1650年頃のマテウス・メーリアンの銅版画に描かれたシュプリンゲ

この街の成立と発展は、街道ダイスタープフォルテ沿いの交通の便が良い立地と緊密に関係している。ここは平地と山地の境界であり、そこをダイスタープフォルテが通っている。また、この町は経済上重要な都市であるハノーファーとハーメルンとの中間に位置している。18世紀に行われた現在の連邦道217号線にあたる幹線道路の拡張工事や、1872年に開業した鉄道ハノーファー - アルテンベーケン線建設時にこの好立地の利点が発揮された。
中規模都市への恒常的な発展は、第一次世界大戦後、さらには特に第二次世界大戦後に始まった（1933年の人口は3,912人であった）。1974年3月1日に発効した郡域再編までシュプリンゲはシュプリンゲ郡の郡庁所在地であった。その後シュプリンゲはハノーファー郡に編入されたが、この郡は2001年11月1日にハノーファー広域連合に統合された。現在、中核市区の人口は約13,000人である。
2004年12月31日までシュプリンゲはハノーファー行政管区に属したが、この行政管区はニーダーザクセン州の他の行政管区と同様に廃止された。

### 市町村合併
現在のシュプリンゲ市は、1974年3月1日に、アルフェルデ、アルテンハーゲン I、アルフェスローデ、ベンニグセン、ボイツム、ゲストルフ、ホルテンゼン、リューダーゼン、ミッテルローデ、フェルクゼンおよびシュプリンゲ市とエルダグセン市が統合されて成立した。この地域再編によりエルダグセン市は13世紀に与えられた都市権を失い、シュプリンゲ市の4番目に大きな市区となった。エルダグセン住民の抵抗によりこの市区は「シュタット」（市）を称する権利を回復し、公式な名称として「シュタット・エルダグセン、シュタットタイル・デア・シュタット・シュプリンゲ」（エルダグセン市、シュプリンゲ市の市区）を名乗っている。

## 住民

### 宗教
シュプリンゲ市民の約半数 (47.2 %) が福音主義信者であり（2018年現在）、街の中心部の歴史的教会である聖アンドレアス教会と街の北西部にある近代的な教会聖ペトルス教会に組織されている。これらの教会組織は、パッテンゼンに本部を置くラーツェン＝シュプリンゲ教会クライスに属している。森の幼稚園もこれに属す。
カトリックのキリスト教徒 (10.1 %) は、エルツビショフ＝ヨーゼフ・ゴーデハルト広場のクリスト＝ケーニヒ教会に集まる。この教会は、1951年に建設された同名の教会の後継として、1980年に塔のない建物として建設された。その教区はハノーファー主席司祭区に属す。
福音主義自由教会は、数十年間の暫定期間の後、1998年にイェーダーアレーに十字架教会を建設した。この建物は2022年から2023年にかけて拡張され、グループスペースが造られ、新たなホワイエが設けられる。
新使徒教会組織は1931年から存在し、1967年に完成したイム・ジーケ通りの教会に集まっている。2005年にシュプリンゲ＝アルテンハーゲンとバート・ミュンダーの教団が統合され、これに伴い教会の増改築が行われた。この教団は、ハノーファー南西部教会管区に属している。
コミュニティ・オブ・クライストは1947年からシュプリンゲで活動しており、1971年からイム・ライテ通りに教会堂を有している。エホバの証人の王国ホールが2005年9月から鉱業地区内のラーテナウ通りにある。
イェーガーアレーの北端にあるルターハイムは、キリスト教の集会施設である。
この他シュプリンゲに合併した旧町村（現在の市区）にも福音主義やカトリックの教会が存在する。

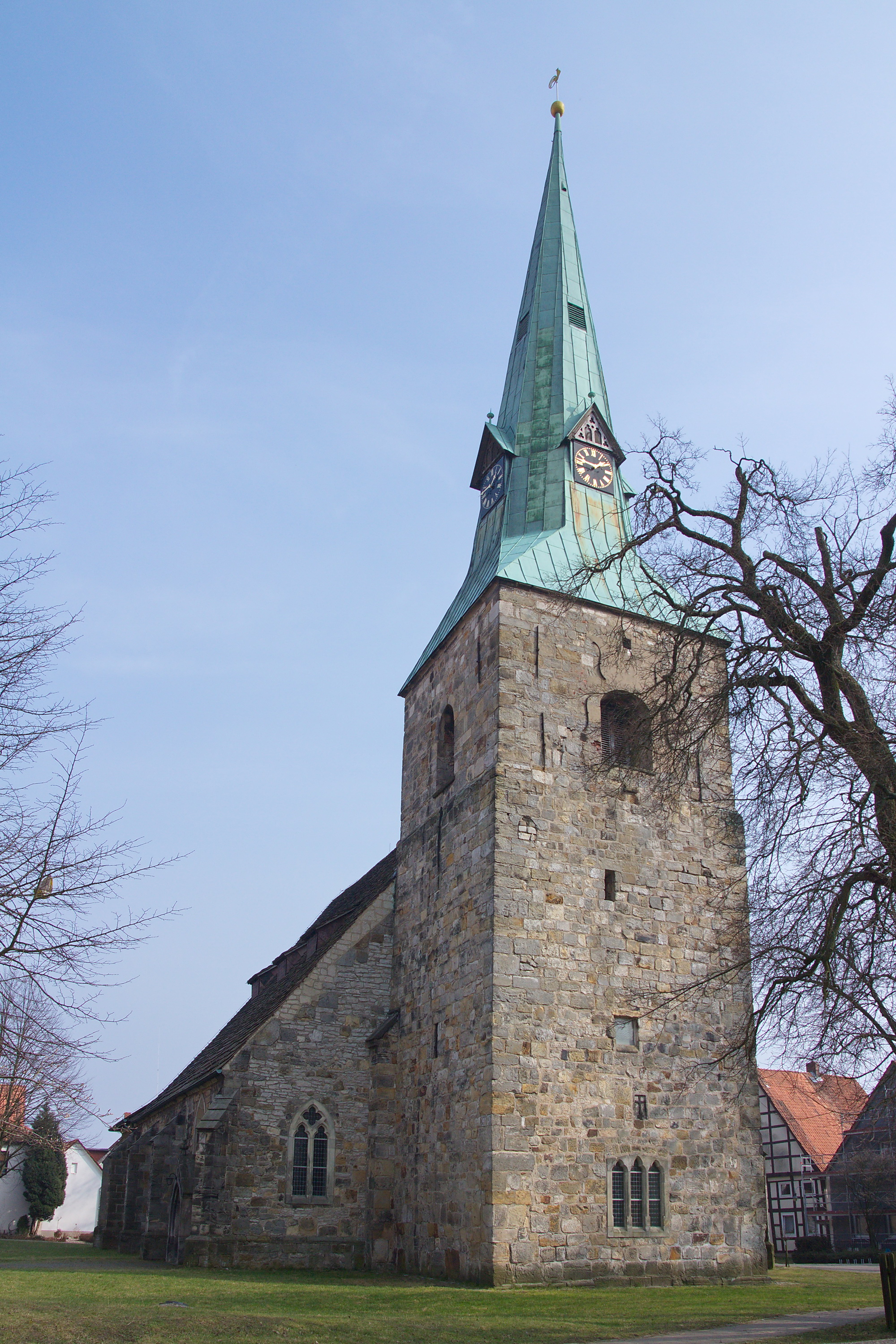
福音主義の聖アンドレアス教会
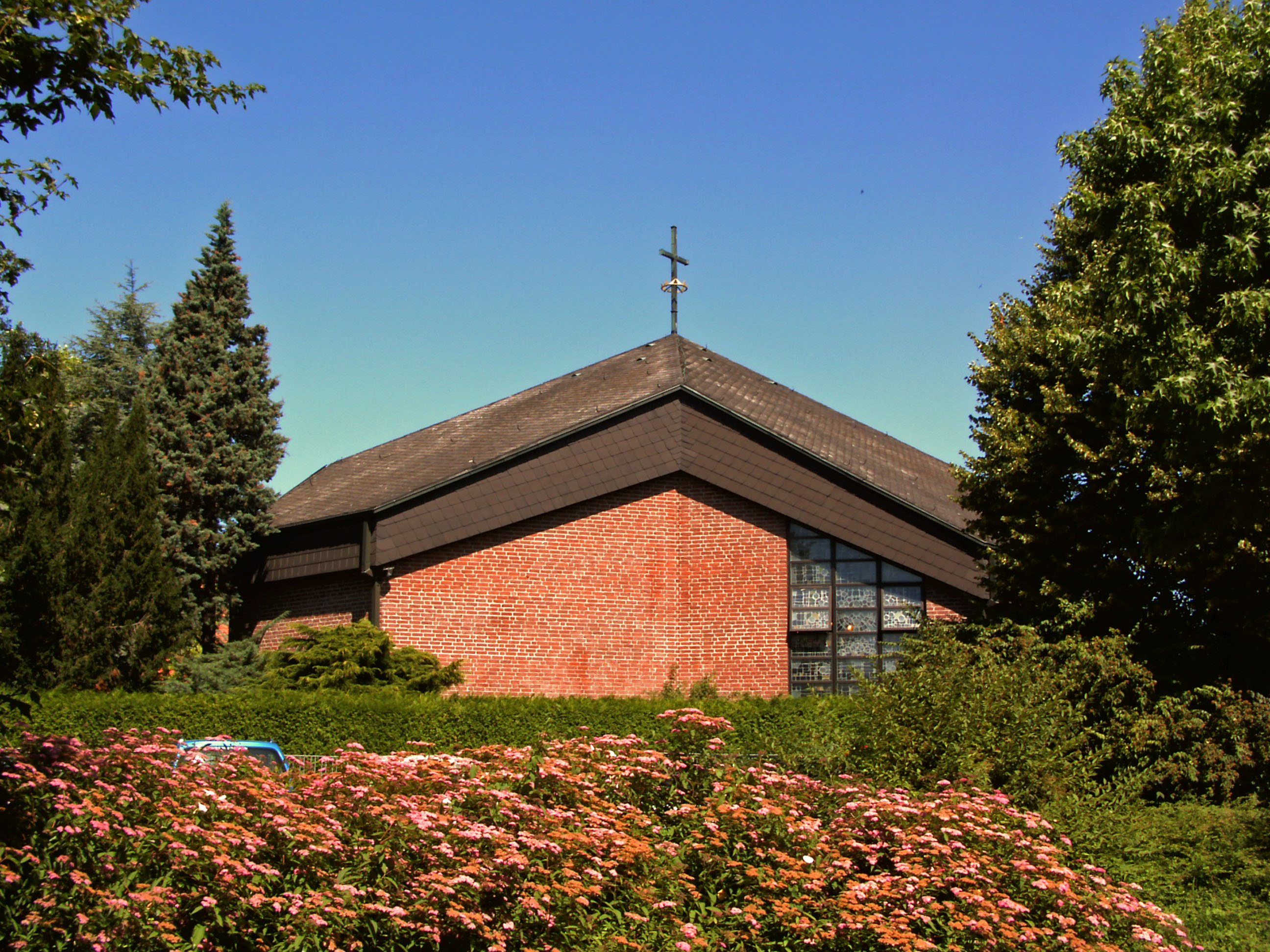
カトリックのクリスト＝ケーニヒ教会
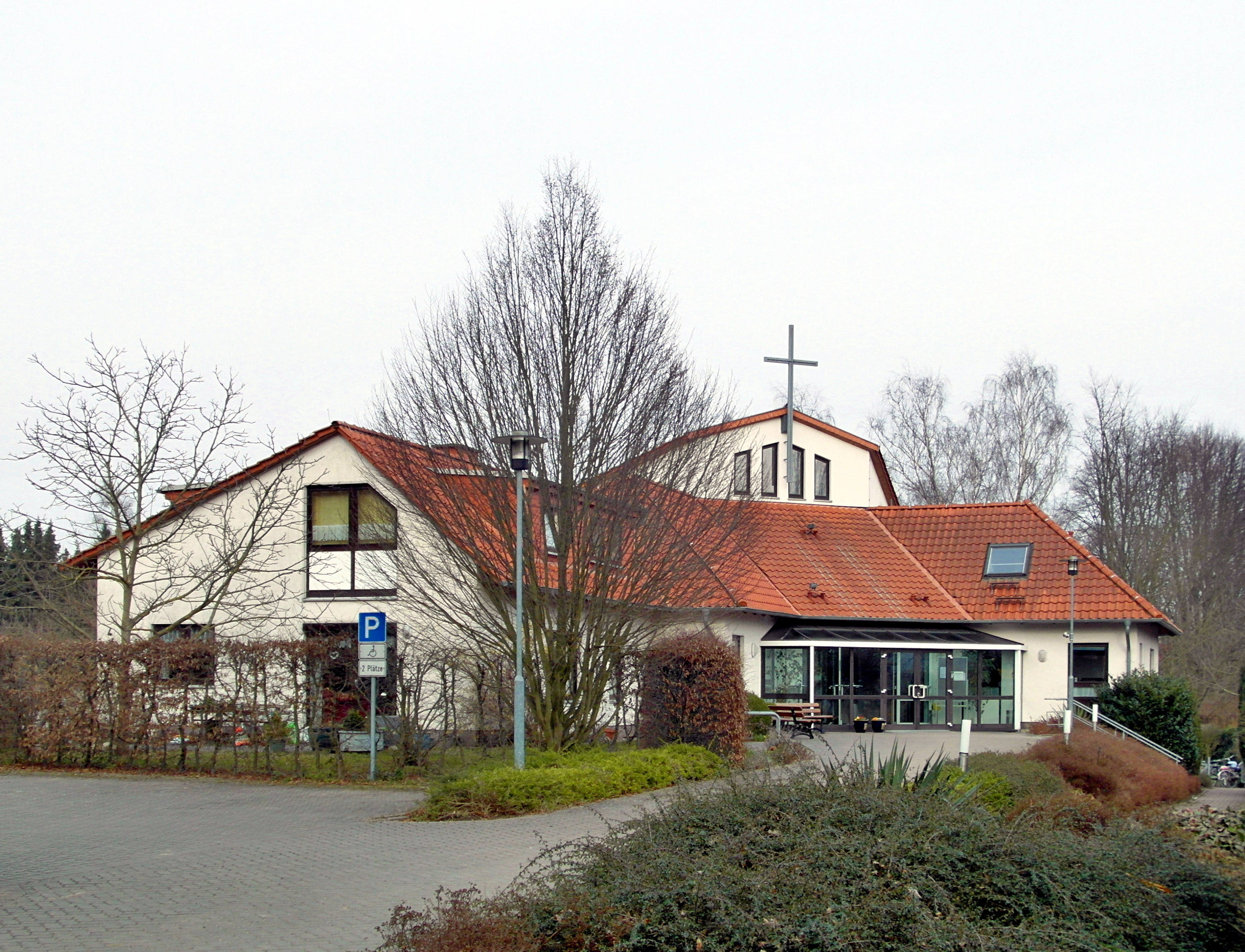
イェーダーアレーの十字架教会
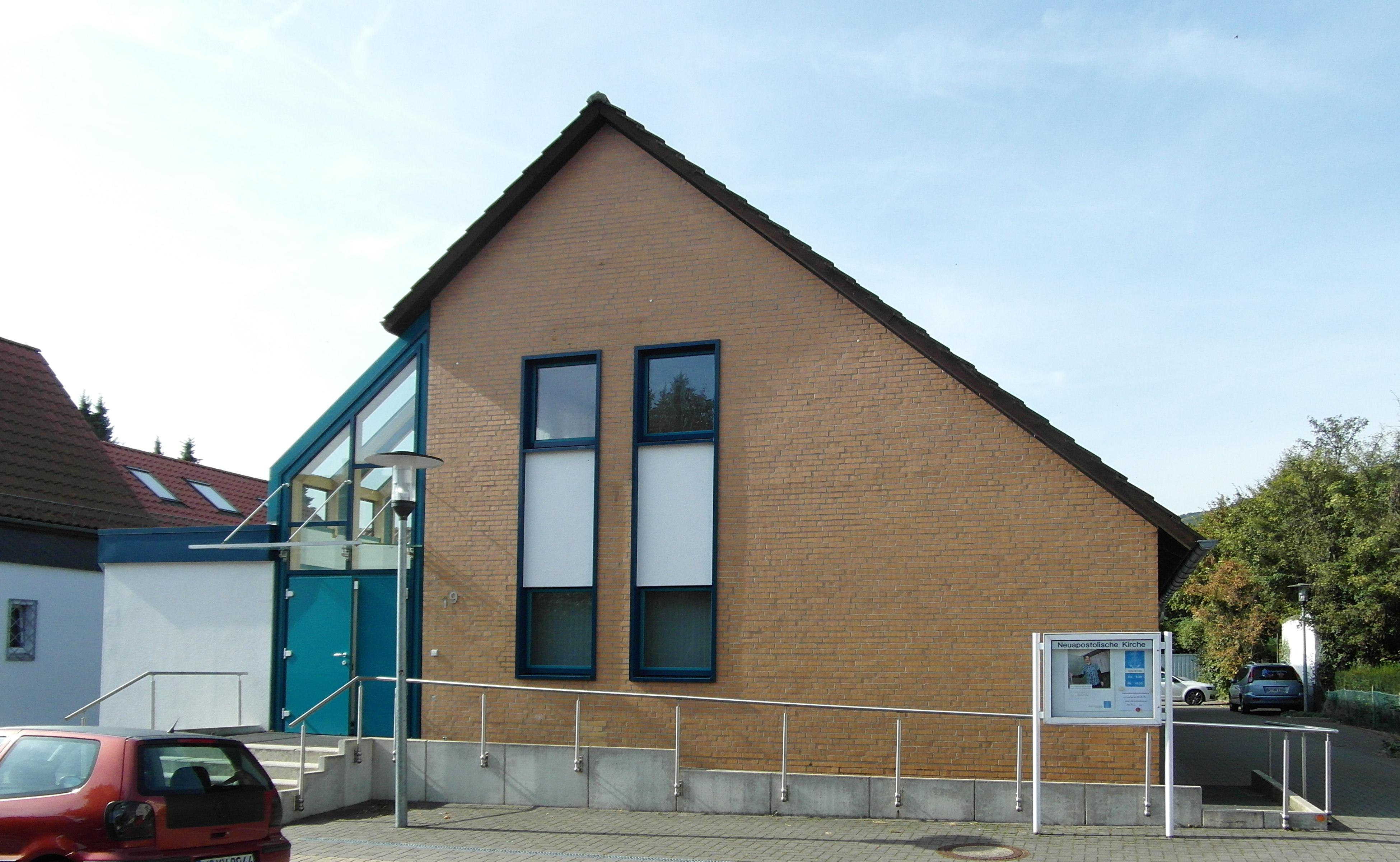
新使徒教会
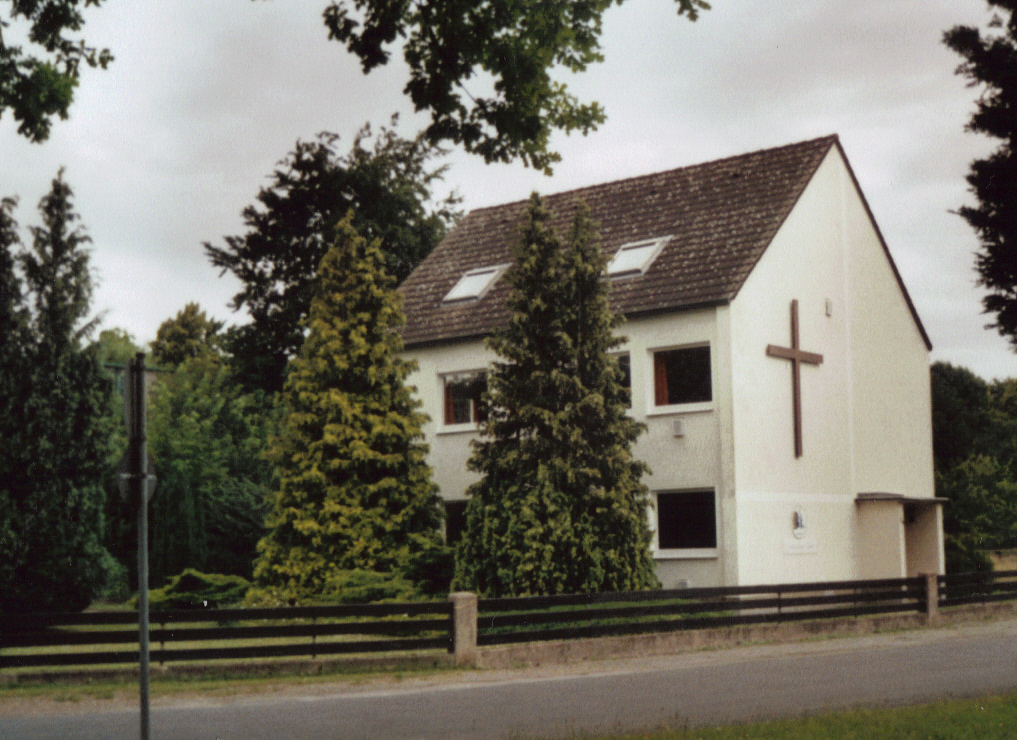
コミュニティ・オブ・クライスト

## 行政

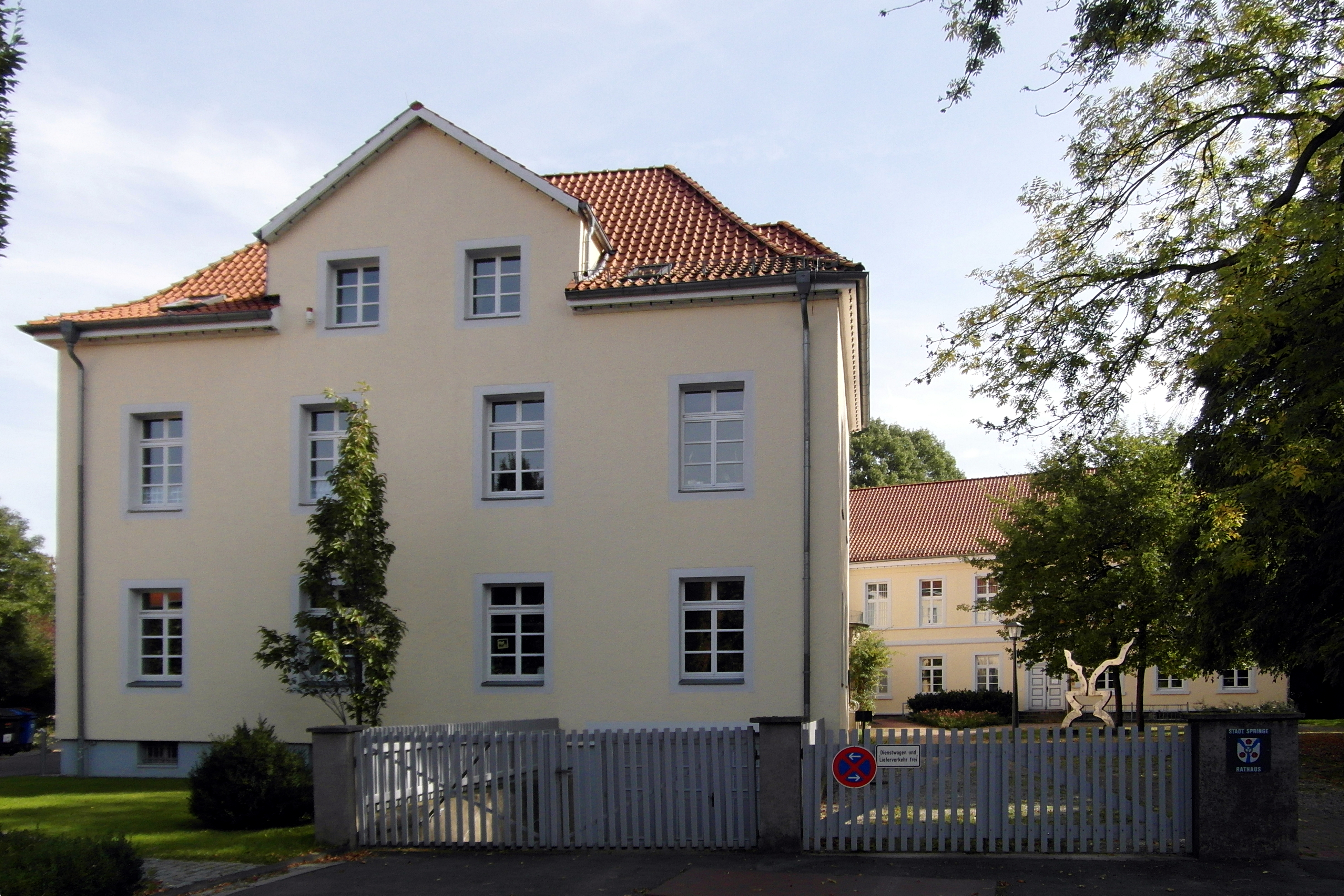
シュプリンゲ市庁舎

### 議会
シュプリンゲの市議会は、36議席からなる。

### 首長
シュプリンゲの市長はクリスティアン・シュプリングフェルト (FDP) である。2016年1月31日の決選投票で彼は、55.0 % の支持票を獲得して市長に選出された。2016年2月12日に就任し、同年の2月18日に議会で宣誓を行った。
過去の市長:
- 2002年まで: ゲルト・シュヴィーガー (SPD)
- 2002年 - 2015年: イェルク＝ローガー・ヒッシェ（無所属）
- 2015年 - 2016年: ゲルト＝ディーター・ヴァルター（行政責任者として）
- 2016年以降: クリスティアン・シュプリングフェルト (FDP)

### 青少年
ユンゲ・ウニオーンやユーゾーをはじめとする政党の青年部会がシュプリンゲでは活発に活動している。この他に、たとえば福音主義青年会、青年消防団、THW-青年部、キリスト教ボーイスカウトおよびガールスカウト連合、ドイツ青年赤十字、スポーツ青年団、エントシーデン・フュア・クリストゥスなど数多くの青年連合が活動している。

### 姉妹都市
姉妹都市は以下の通りである。
- ニオール（フランス、ドゥー＝セーヴル県）
- ヴァーレン (ミュリッツ)（英語版）（ドイツ、メクレンブルク＝フォアポンメルン州）

友好都市は以下の通りである。
- ミリチュ（ポーランド語版、英語版）（ポーランド、ドルヌィ・シロンスク県）

この友好関係は、ニーダーシレジアのミリチュ郡から追放された人々に対する援助・協力に由来する。

### 紋章
新しい解釈では、シュプリンゲの市の紋章は、クライナー・ダイスターの麓から近いダイスタープフォルテにあるハラー川の3つの水源を表している。紋章の3つの放射状図形の間に、それぞれ5弁のバラが配置されている。これは12世紀から存在したホラームント伯家の紋章・印章デザインに由来する。

## 文化と見どころ

### 公園
ザウパルク自然保護区は広さ約 14 km2 の森林公園であり、その大部分がクライナー・ダイスターおよびネッセルベルクの丘陵からなる。この地域は17世紀からハノーファー王室が狩猟区として利用しており、そのため1840年に長さ 16 km の石灰岩の壁で囲まれた。この公園は多くの種の野生動物が棲む開放的な鳥獣棲息地である。ザウパルクの森は、ブナやオークからなる古い広葉樹林である。この他に針葉樹ではトウヒが主である。カスタニーエンアレー（セイヨウトチノキの並木道）もある。この道は、昔皇帝が駅から狩りの城まで馬車を走らせたことからカイザーアレー（皇帝の並木道）とも呼ばれる。岩壁、洞窟、墳墓、水源、野生の草地の他に数多くの動植物種がある。

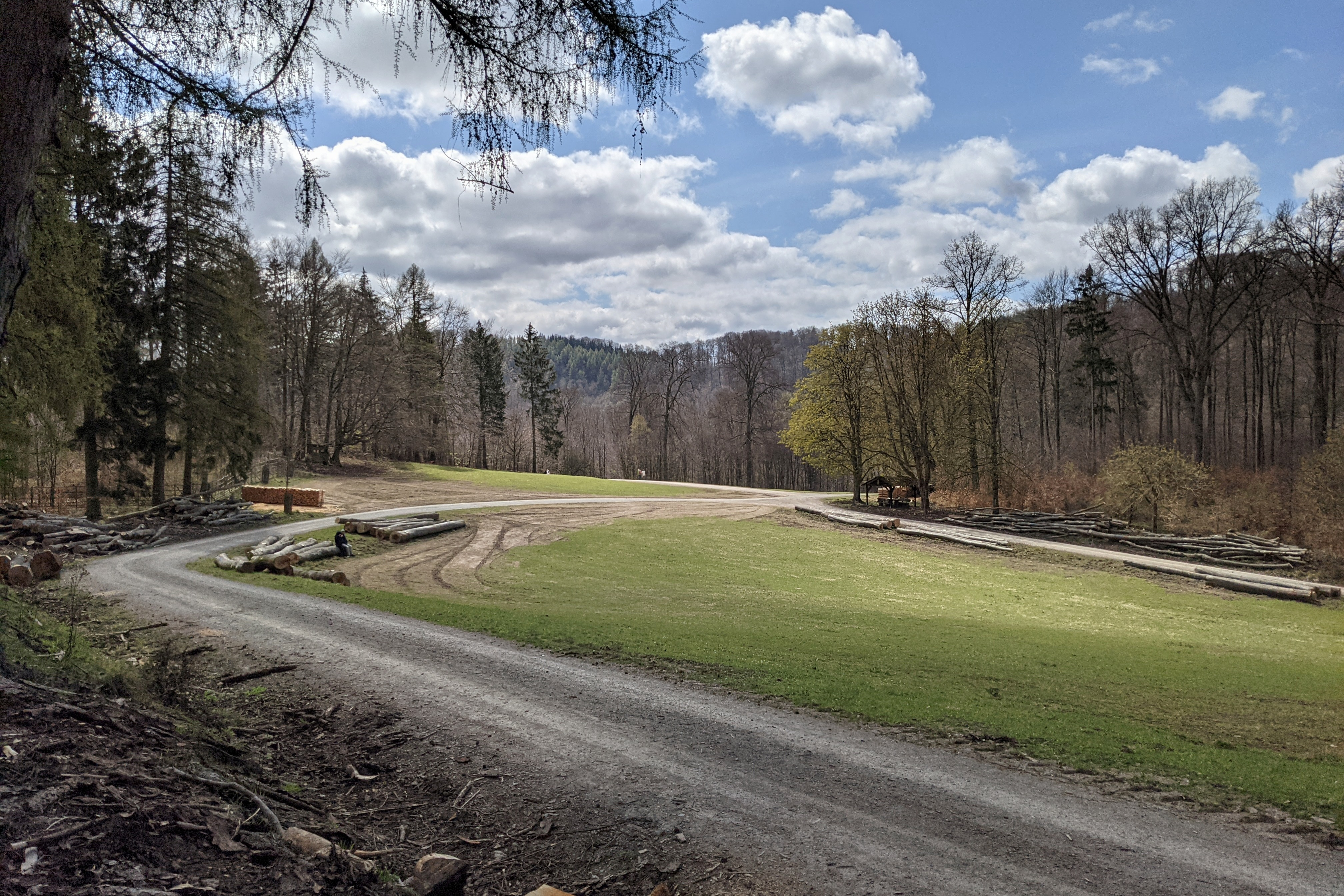
ザウパルク自然保護区。

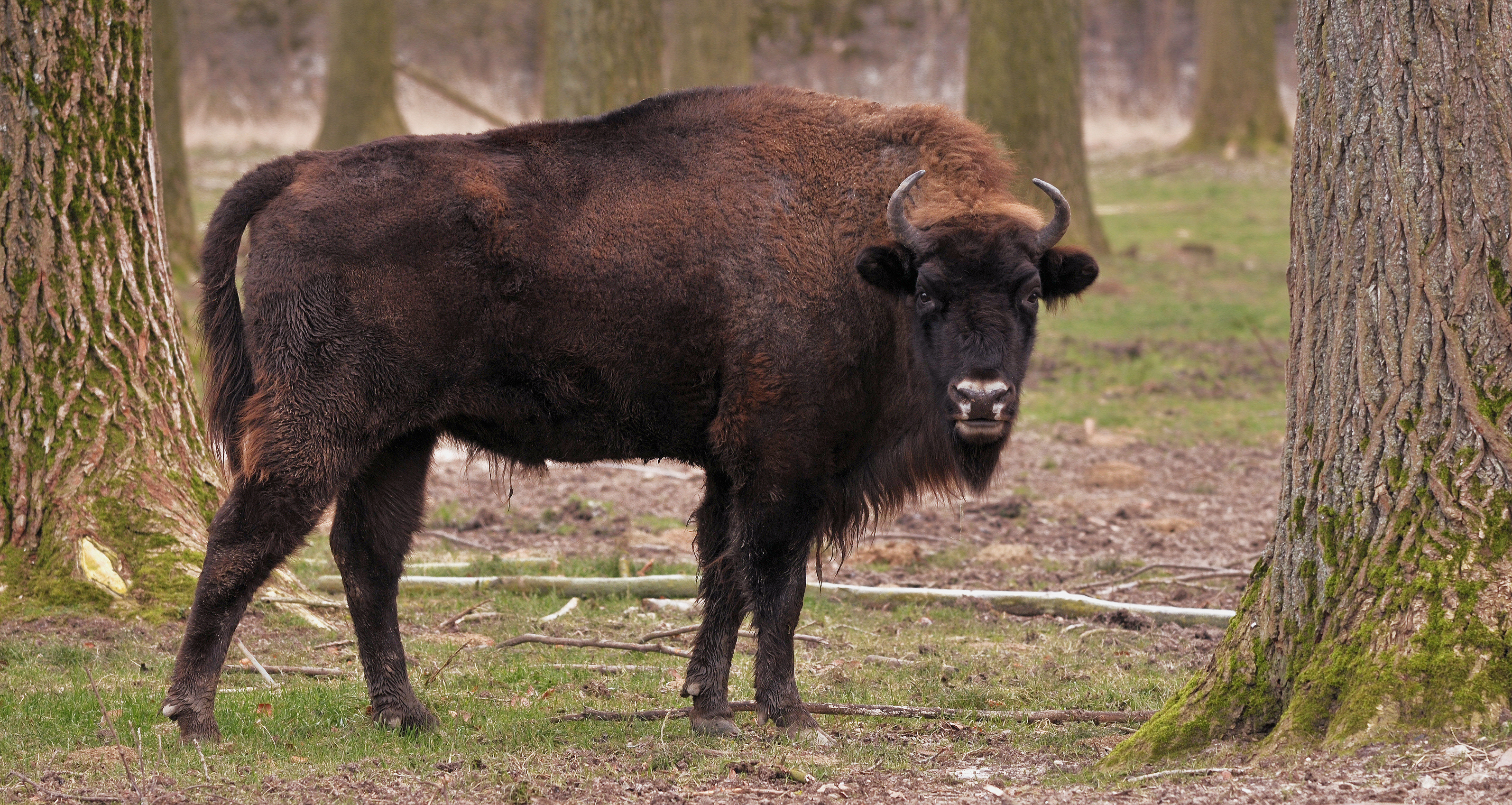
シュプリンゲ・バイソン園のヨーロッパバイソン。

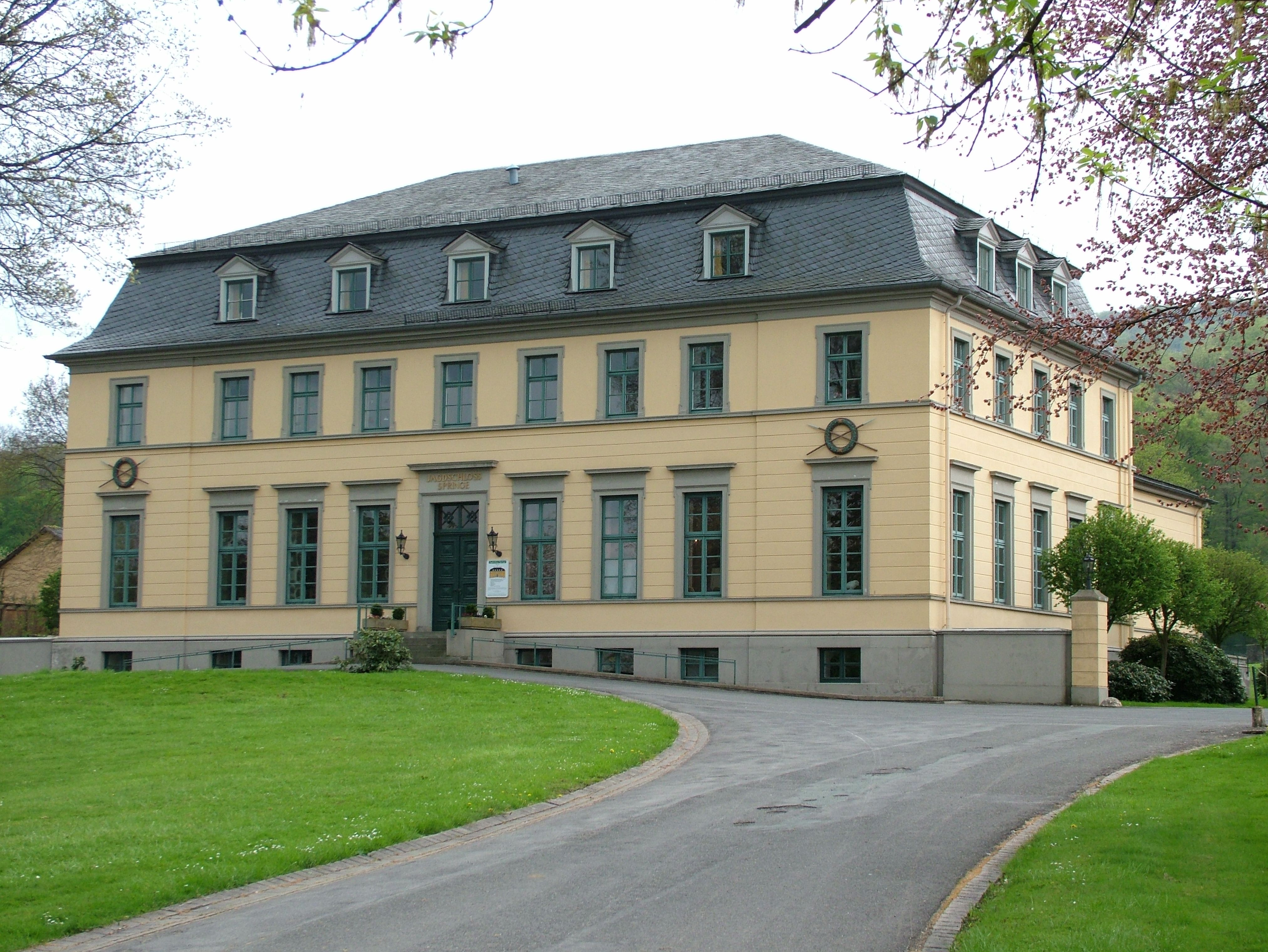
シュプリンゲ城

ザウパルクの北東部に広さ 90 ha のシュプリンゲ・バイソン園がある。訪問客はヨーロッパバイソンやヘラジカやモウコノウマなどの他に約100種の土着の動物を見ることができる。
ザウパルク自然保護区の端に狩りの城シュプリンゲ城がある。この城館は1836年から1842年に宮廷建設責任者であったゲオルク・ルートヴィヒ・フリードリヒ・ラーフェスの設計に基づいて最初は平屋建築として建設されたが、後に上階が増築された。1912年まではこの他に森林管理や狩猟のための建物があった。城館の左右にあった騎士のための建物もその一部であった。この狩りの城は、ハノーファー王室が狩りを行う際の出発点であった。この建物は1965年にニーダーザクセン州の州有林管理局の所有となった。1990年頃に1階に大規模な改修が行われ、2つの古典主義様式の豪華なホールが復元された。この城は現在見学することができる。建物の一部はイベント用に貸し出されている。シュプリンゲの戸籍役場の下部機関として結婚式を行うことも可能である。1階には狩猟博物館が入居している。上階にはニーダーザクセン州狩猟協会の訓練施設が入居している。

### 城砦
市庁舎はかつてのアムト役場であるが、もともとはシュプリンゲ城の遺構である。
現在の市域には3つの古代の避難城塞跡がある。最も古いのは、エルダグゼン近郊ヴュルフィングハウゼン修道院の高台にあたるオスターヴァルトのバーレンブルクである。アルテンハーゲン I 地区の近く、ネッセルベルク丘陵の支脈には、古い環状避難城砦クーケスブルクがある。この避難施設は様々な時代に造られたが、最も古いものは紀元前3世紀にまで遡ると推定されている。3つ目はダイターの東側にあるベンニグサー城砦である。これらの城砦には継続的に人が住んでいたわけではなく、危険時住民が避難するために用いられていた。
クライナー・ダイスターの東側、ザウパルク内の突き出した山頂に、1435年に取り壊されたホラームント城があった。現在はその石組み跡が遺されている。

### 自然保護

#### ツィゴイナーヴェルトヒェン

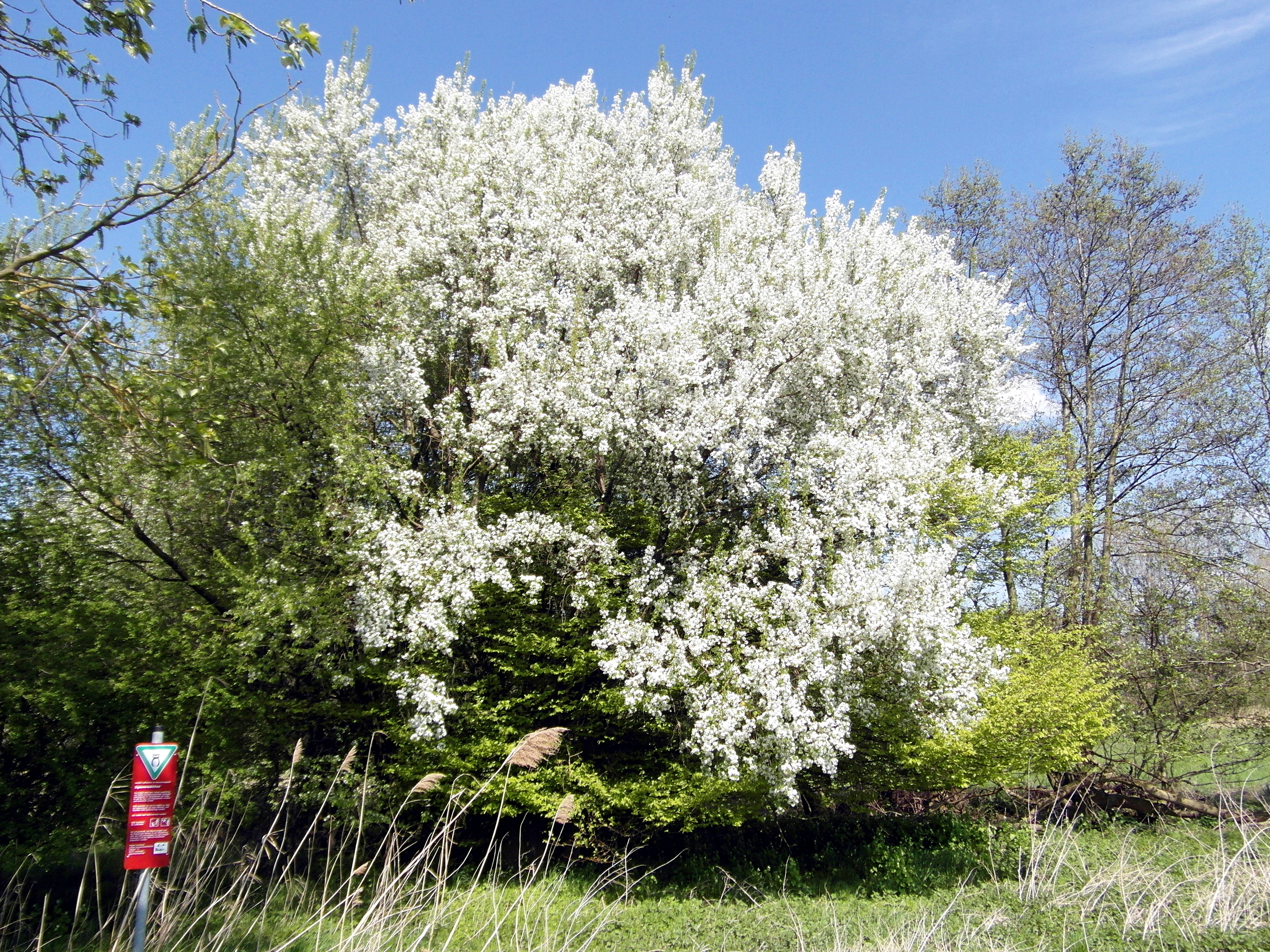
ツィゴイナーヴェルトヒェン自然保護区

ツィゴイナーヴェルトヒェン自然保護区は、ニーダーザクセン州ハノーファー広域連合の都市シュプリンゲの自然保護区である。「NSG HA 115」と呼ばれ、広さは 14 ha である。その大部分が景観保護区「ハラーニーデルング」に囲まれている。この地域は1986年12月18日に保護下に置かれた。所管する自然保護機関はハノーファー広域連合である。この自然保護区は、シュプリンゲのシュタット・エルダグゼン市区とゲストルフ市区との間のアブラハム山の麓にある。この地域はライネ川の支流であるハラー川下流の谷の一部であり、保護下に置かれている。自然に近い森林の大部分が現在は利用されていないが、かつて利用されていた影響を受けている。ヤナギと、キノコの割合が多いことがこの森の特徴であり、森の中には多くの倒木や立ち枯れた木が存在している。湿地の空き地には、繁茂したヨシ原やスゲのビオトープが広がっている。自然保護区の西部と南部には緑地があり、多くの箇所で農耕地と境界を接している。ニーダーゼクジシェ・ラントゲゼルシャフトはツィゴイナーヴェルトヒェンをフレッヘンポール（利用目的の変更が禁じられた土地）として獲得した。この土地はビオトープ＝マネージメント＝イニシアティブ e.V. に移管された。

#### NABU財団シュプリンゲ自然地区ダイスターおよびハラー
2012年以降にドイツ自然保護連合のシュプリンゲ支部は財団を有している。この財団は25,000ユーロの資金と15箇所の土地を資本に設立された。この財団の目的は、シュプリンゲの自然保護を後世に継承することである。このプロジェクトの中心がツィゴイナーヴェルトヒェンである。NABUはこの土地を1983年に購入した。この土地は1986年に自然保護区になった。投資からの収入は、現有の土地の管理と新たな土地の獲得に利用される。ボランティアは、可能な限り自らメンテナンスを行うよう努めている。この財団の目標の1つがハラー川の再自然化と、ハラー川の流れを穏やかにする分流形成で、これにより多くの動植物の生息域を創出することである。NABU-メンバーの目標の1つは、ツィゴイナーヴェルトヒェン周辺と土地を買収して、ホラーベルガー・ホルツ、イェインザー・ホルツ、シュトゥーデ、B3号線沿いのホルンとを結ぶ生け垣や緑の回廊を創ることである。

#### グーグル・インパクト・チャレンジ 2016
「グーグル・インパクト・チャレンジ 2016」の一環として NABU-財団シュプリンゲは、自然地区ダイスターおよびハラーのインタラクティブ地図を作り、総額 1万ユーロの賞金を獲得した。この地図の目的は、巣箱の設置やツィゴイナーヴェルトヒェン自然保護区といった取り組んでいる自然保護プロジェクトを、多くの訪問客によってその自然を損なうことなく、広く一般に紹介することであった。これにより訪問客は景観の中を自由に移動し、特定の場所で写真やテキストをインタラクティブに取り出すことができる。飼育されている動物種もすべて紹介されている。

## 経済と社会資本

### 企業

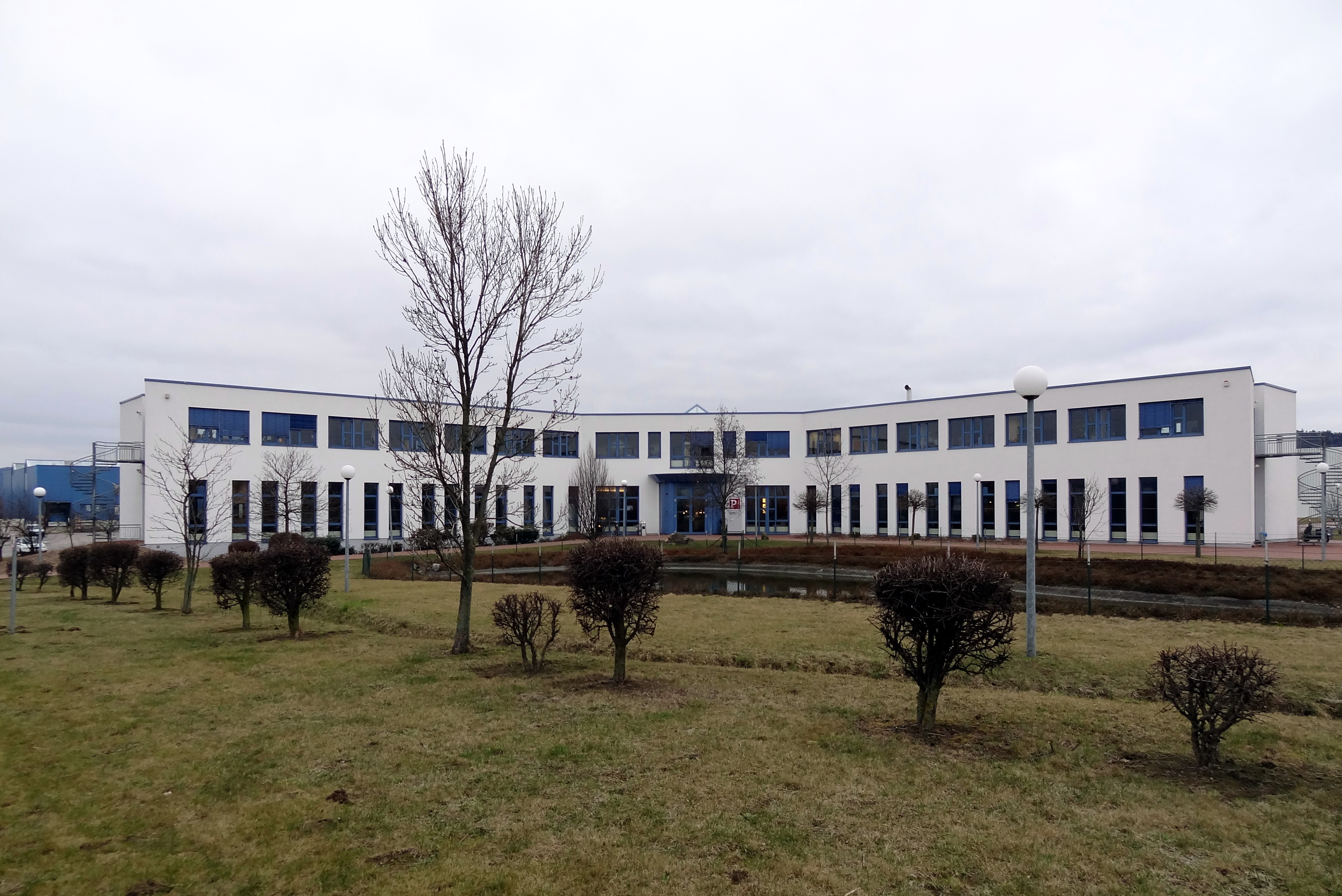
パウルマン・リヒトの本社

- パウルマン・リヒト（ドイツ語版）は本社をシュプリンゲに置いている。フェルクゼン市区。
- ドイツ赤十字社はシュプリンゲに北ドイツ向けの血液供給サービスをおいている。
- ビノスは、シュプリンゲでファイバーボード製造用機械を開発していた。この会社は2019年4月に倒産した[16]。
- ツー・クランペン出版は2003年からシュプリンゲに本社をおいている。
- オクタファルマ（ドイツ語版、英語版）は、シュプリンゲで血液凝固薬製造のための支社工場を運営している。

### メディア
シュプリンゲでは日刊紙が2紙刊行されている。この町には1875年から J. C. エルハルト出版 GmbH のノイエ・ダイスター＝ツァイトゥングがある。この出版社はハノーフェルシェ・アルゲマイネ・ツァイトゥングおよびノイエ・プレッセのダイスター版にも記事を提供している。ダイスター＝アンツァイガーは、マードザック・メディアグループに属す。

### 公共施設
- ハノーファー広域連合地域のドイツ赤十字救急サービス本部
- シュプリンゲ室内プール
- アルテンハーゲン I、ベンニグセン、エルダグゼンの屋外プール
- テニスコート、ミニゴルフ場、球戯場、ビーチバレー・コート、スケート場
- シュプリンゲ・バイソン園

### 教育および社会福祉
- シュプリンゲ市立図書館
- バーグホフ博物館（ドイツ語版）
- シュプリンゲ・サッカー博物館（スポーツコレクション・ザローガ e.V.）
- シュプリンゲ職業訓練学校
- オットー＝ハーン＝ギムナジウム
- 統合型総合学校 (IGS) シュプリンゲ[17]
- ペーター＝ヘルトリング＝シューレ[注 2]
- ヤーヌシュ＝コルチャック＝シューレ[注 3]
- シュプリンゲ（2校）、アルテンハーゲン I、フェルクゼン、ベンニグセン、ゲストルフ、エルダグゼンの基礎課程学校
- 森のようちえんを含む0歳から14歳までの子供のための児童施設16園[注 4]1
- ニーダーザクセン・小売業者教育センター (BZE)
- SRH リートリンゲン通信大学のシュプリンゲ学習センター
- シュプリンゲ郷土市民大学の教育・集会センター[注 5]
- エネルギーおよび環境センター・アム・ダイスター
- シュプリンゲ・バイソン園（ドイツ語版）の園内学校
- シュプリンゲ城（ドイツ語版）の狩猟訓練場
- レールガングスヴェルク・ハース（税務専門学校）

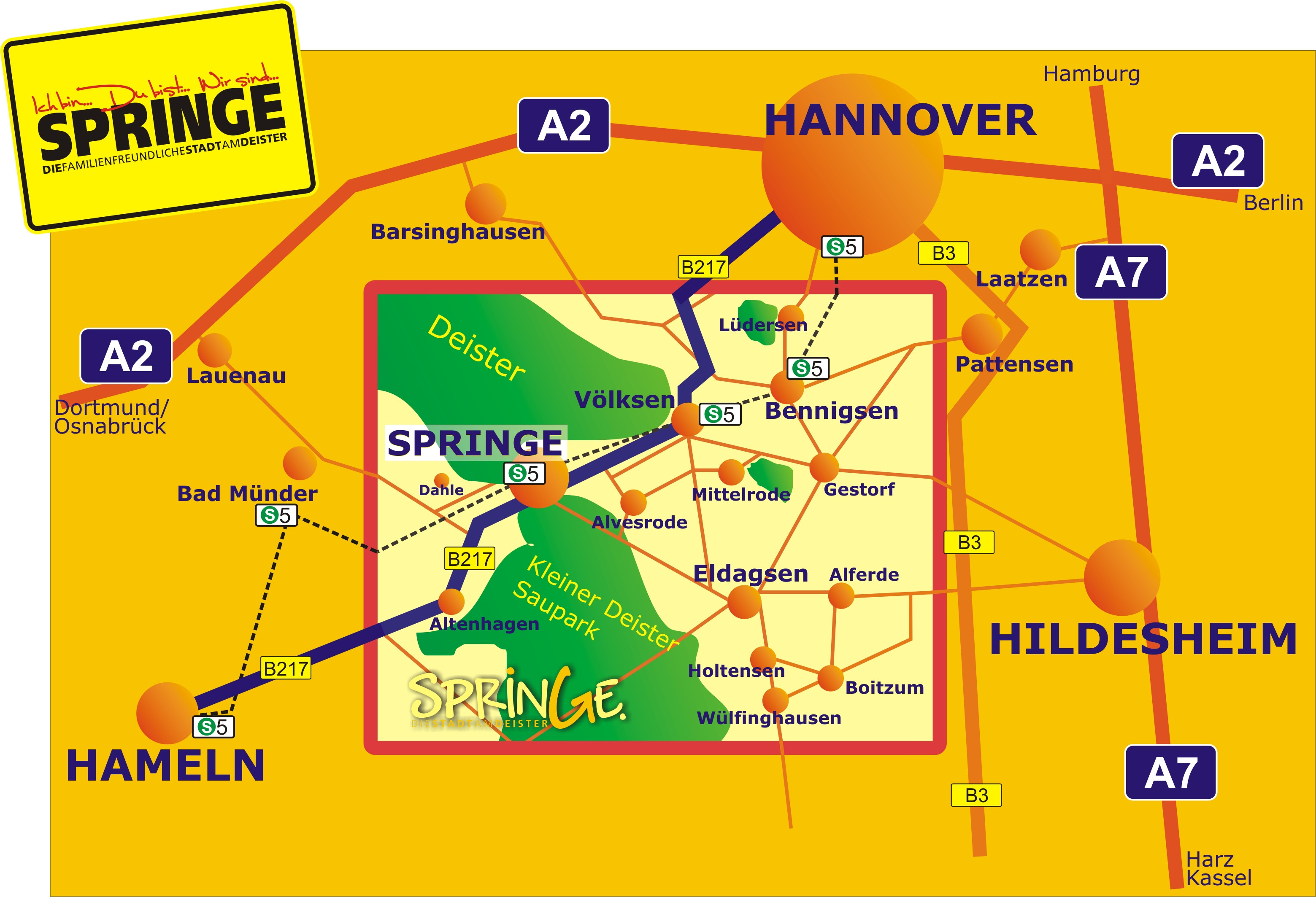
シュプリンゲ周辺の交通地図

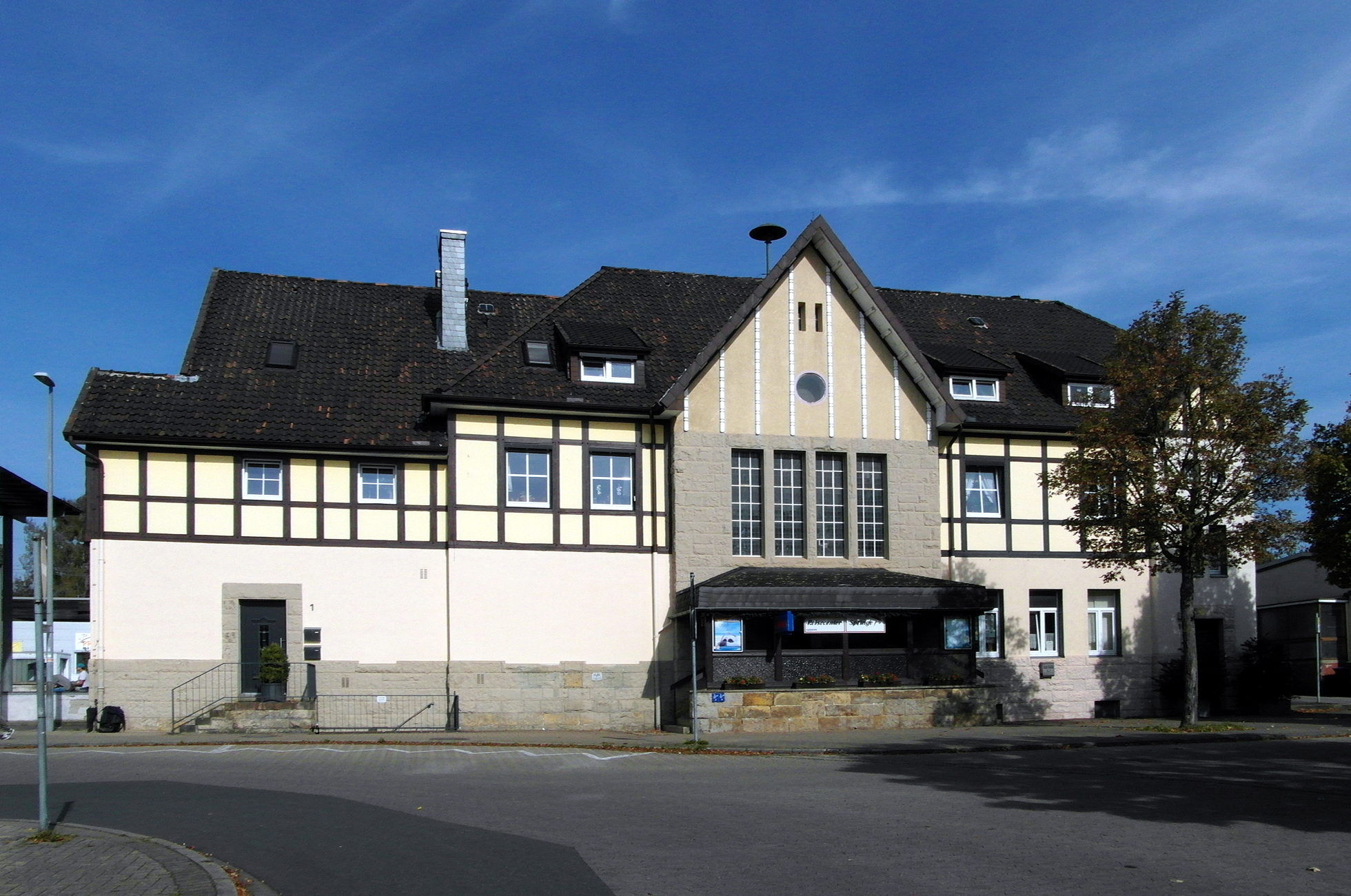
シュプリンゲ駅

- シュプリンゲ音楽学校
- 北ドイツ寒冷専門学校
- カレンベルガー・ラント市民大学

### 交通
シュプリンゲは、連邦道217号線沿いに位置している。
市内には、シュプリンゲ駅、フェルクゼン/エルダグゼン駅、ベンニグゼン駅がある。これらは鉄道ハノーファー - アルテンベーケン線の駅で、ハノーファーSバーンのS5号線パーダーボルン - ハーメルン - ハノーファー中央駅 - ハノーファー空港が利用できる。これらの駅は運賃上は、ハノーファー広域交通のゾーンCに含まれる。
| 路線名 | 行程 | 運行間隔 |
| ------ | --- | --- |
| S5     | パーダーボルン中央駅 - アルテンベーケン - シュタインハイム (ヴェストファーレン) - シーダー - リュクデ - バート・ピルモント - エンマータール - ハーメルン - バート・ミュンダー (ダイスター) - シュプリンゲ - フェルクゼン/エルダグセン - ベンニグセン - ホルテンゼン/リンデルンテ - ヴェーツェン - ハノーファー＝リンデン/フィッシャーホーフ - ハノファー・ビスマルクシュトラーセ - ハノーファー中央駅 - ハノーファー＝ノルトシュタット - ハノーファー＝レーデブルク - ハノーファー＝ヴィンホルスト - ランゲンハーゲン・ミッテ - ランゲンハーゲン・プフェルデマルクト - ハノーファー空港 | 60分 30/60分（バート・ピルモント - ハーメルン） 30分（ハーメルン - ハノーファー中央駅、平日） 30分（ハノーファー中央駅 - ハノーファー空港） 2022年6月現在の時刻表による。 |

レギオナルブス・ハノーファーは、都市バス路線301号線ほか市内をカバーする路線を運行している。

## 人物

### 出身者
- ハインリヒ・ゲーベル（英語版）（1818年 - 1893年）ドイツ系アメリカ人の精密機械技術者、白熱電球の発明者とされる。
- ヘルマン・グンケル（1862年 - 1932年）プロテスタント神学者、聖書学者。
- ヘルベルト・イーエリング（英語版）（1888年 - 1977年）脚本家、演出家、演劇評論家。
- ヤンニ・セッラ（英語版）（1998年 - ）サッカー選手。

### ゆかりの人物
- ジェイミー＝リー・クリーヴィッツ（英語版）（1998年 - ）ポップシンガー。ゲールデンで生まれ、シュプリンゲで育った。

## 関連図書
- Martin Zeiller (1654). “Hallerspring”. In Matthäus Merian. Topographia Ducatus Brunswick et Lüneburg. Topographia Germaniae. Band 15 (1. Matthaeus Merians Erben ed.). Frankfurt am Main. pp. 97–98
- Fr. Brinckmann (1858). Das Lager bei Nordstemmen während der Concentrirung des 10. Bundes-Armee-Corps im Jahre 1858. Bilder und Humoresken aus dem Lagerleben. Hannover: Schlüter’sche Hofbuchdruckerei
- Wilhelm Hartmann (1954). Geschichte der Stadt Springe am Deister. Springe am Deister
- Günter Haupt (1978). Springe in alten Ansichten. Mit Abbildungen von Springe, Saupark und Eldagsen. Zaltbommel (Niederlande): 欧州図書館
- Hans-Christian Rohde (1999). Wir sind Deutsche mit jüdischer Religion. Geschichte der Juden in Eldagsen und Springe, Bennigsen, Gestorf, Völksen. Hallermunter Schriften. Band 2. Springe: バーグホフ博物館（ドイツ語版） e. V.
- Eike Rehren (2009). Gedemütigt und ausgebeutet. Kriegsgefangene und Zwangsarbeiter in Stadt und Landkreis Springe 1939–1945. Hallermunter Schriften. 3. Springe: バーグホフ博物館（ドイツ語版） e. V.. ISBN 978-3-00-028749-7
- Helmut Busse (1999). 40 Jahre Museum in Springe. 1969–2009. Geschichte und Geschichten in einer Zeittafel. Einst Kornspeicher – heute kultureller Mittelpunkt. Springe: バーグホフ博物館（ドイツ語版）
- Hans-Cord Sarnighausen (2014). “Kurhannoversche Amtsjuristen von 1692 bis 1866 in Springe”. In Förderverein für die Stadtgeschichte von Springe e. V.. Springer Jahrbuch 2014 für die Stadt und den Altkreis Springe. Springe. pp. 69–89
- Wilhelm Netzel (2012). Karl Schaper. ed. Kleine Geschichte der Stadt Springe. Springe

### 注
1. ↑  「Zigeunerwäldchen」と表記されるが、自然保護条例などにおける公式なスペルは「Ziegeunerwäldchen」である[13][14]。
2. ↑  学習に重点をおいた養護学校。
3. ↑  精神発達に重点をおいた養護学校。
4. ↑  託児所、幼稚園、保育園、ファミリーグループ。
5. ↑  ニーダーザクセン州認可の郷土市民大学。